# Магро (Алберта)
Магро (енгл. Magrath) је мала варош на крајњем југу канадске провинције Алберта, и део је статистичке регије Јужна Алберта. Смештен је на крајњим источним обронцима Стеновитих планина, на надморској висини од 975 метара. Најближи град је Летбриџ који је удаљен 32 км североисточно, док се Калгари налази 242 км северније. 
Насеље су 1889. основали припадници мормонских заједница из Јуте и Ајдаха. Локална железничка компанија је потицала насељавање подручја и делила земљу досељеницима, уз услов да се граде канали за наводњавање подручја.
Према резултатима пописа становништва из 2011. у варошици је живело 2.217 становника у 748 домаћинстава, 
што је за 6,5% више у односу на попис из 2006. када је регистрован 2.801 житељ у вароши.

## Становништво
| 2006. | 2011. |
| ----- | ----- |
| 2.081 | 2.217 |